# Ґедімінас Йокубоніс
Ґедімі́нас Альбінас Йокубо́ніс (лит. Gediminas Albinas Jokūbonis (1927—2006) — литовський скульптор та педагог.

## Життєпис
Закінчив гімназію у Паневежисі. Після окупації Литви московськими військами, уникнув мобілізації, вступивши до Каунаської духовної семінарії.
З 1946 вивчав скульптуру в Каунаському інституті прикладного та декоративного мистецтва. 1952 закінчив вільнюський Художній інститут, нині Вільнюська художня академія). З 1965 викладав у цьому ж інституті; професор (1974). Дійсний член Академії мистецтв(1983).

## Творчість
Для творчості Йокубоніса характерне прагнення до узагальнених лаконічним форм, виразних силуетів, компактної композиції. До найбільш відомих його робіт належить скульптура «Мати» меморіального ансамблю у поселенні Пірчюпяй (1960).
Автор скульптурних пам'ятників литовському поету Майронісу у Каунасі (1977), відомому оперному співаку Кіпрасу Пятраускасу у Вільнюсі біля Литовського національного театру опери і балету (1974), польському поету Адаму Міцкевичу у Вільнюсі (1984; архітектор В. Чеканаускас), скульптурної композиції у географічному центрі Європи (у Вільнюському районі, 26 км від Вільнюса у напрямку до міста Молетай, поряд з селом Пурушкяй та Бярнотським городищем — колона з білого граніту, верх якої оперізує зоряна корона; 2004), а також скульптурних портретів, надгробних пам'ятників, медалей.

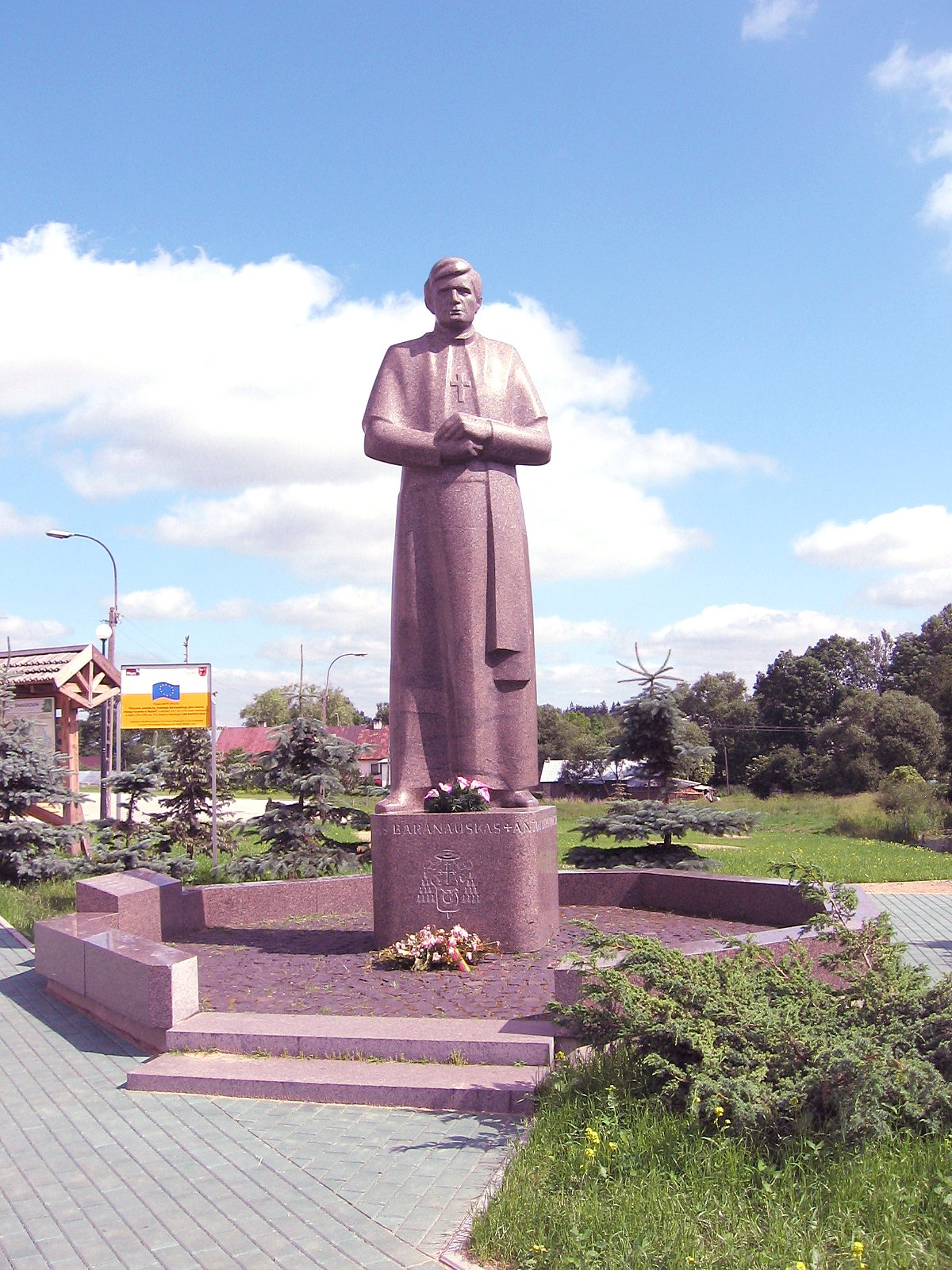
пам'ятник Антанасу Баранаускасу
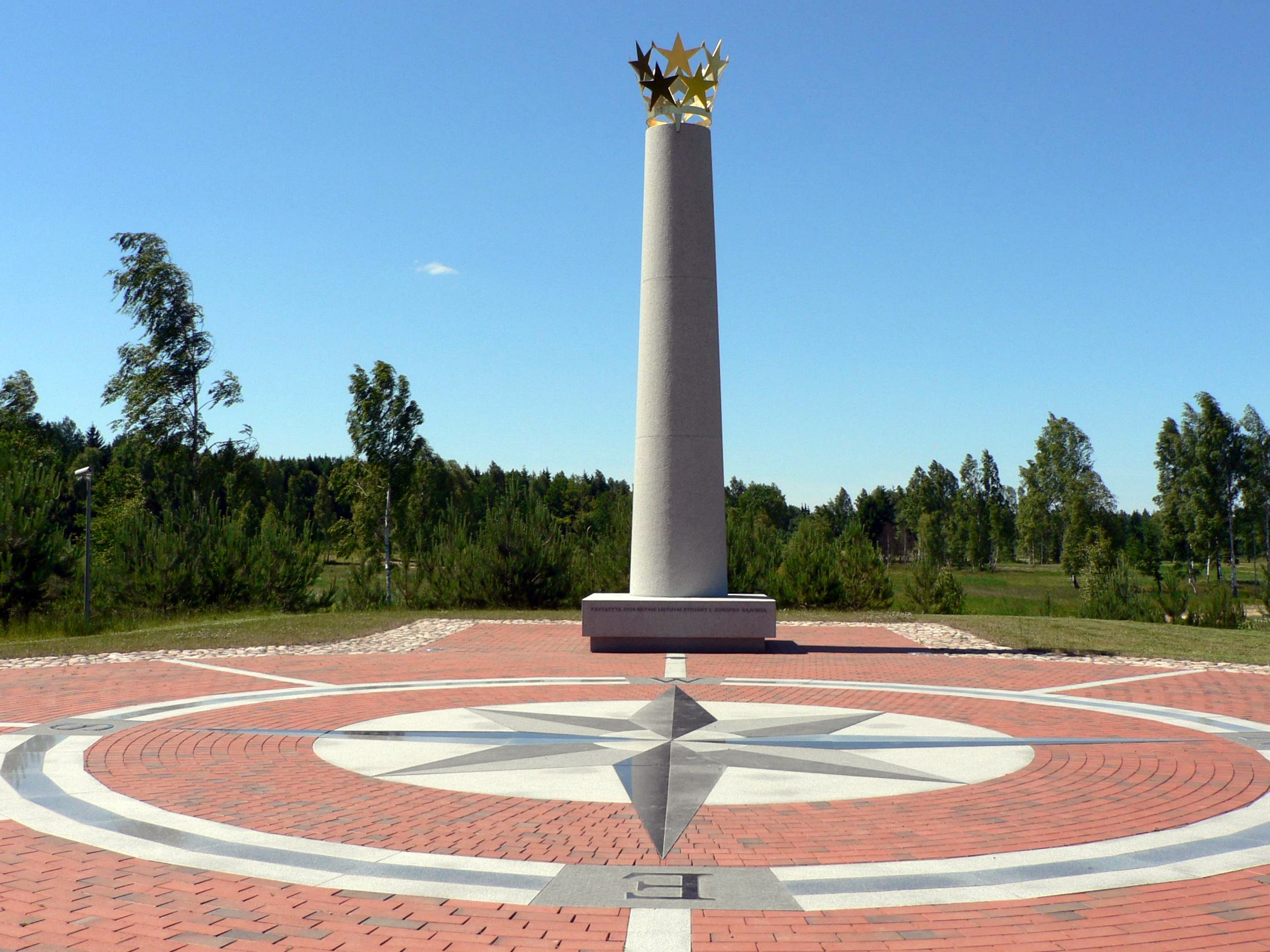
скульптурна композиція Географічний центр Європи

До ювілею 400-річчя Вільнюського університету (1979) Йокубоніс створив горельєф литовського історика Сімонаса Даукантаса в Музеї науки університету, нині в костелі Святих Іоанів. До 450-річчя виходу «Катехизісу» Мартінаса Мажвідаса скульптор створив бронзову статую литовського першодрукаря, відкриту 9 січня 1997 року у фоє другого поверху Литовської національної бібліотеки імені Мартінаса Мажвідаса